# 沃萊艾環礁
沃萊艾環礁是西太平洋島國密克羅尼西亞聯邦的環礁，屬於加羅林群島的一部分，位於伊法利克環礁以西約57公里，由18個島嶼組成，土地面積4.5平方公里，潟湖面積29平方公里，最高點海拔高度2米，2008年人口1,081。

## 外部連結
- Entry at Oceandots.com
- Pacific Wrecks（页面存档备份，存于）
- （页面存档备份，存于） Surrender of Woleai